# Морфологія мінералів
Морфологія мінералів (англ. mineral morphology, нім. Morphologie f der Minerale) — розділ мінералогії, що займається вивченням форми мінералів.
Поділяється на морфологію кристалів та морфологію кристалічних агрегатів і аморфних мінералів.
Морфологія мінералів внутрішня — це розподіл неоднорідностей всередині мінералу, який виявляється, головним чином, у зональній та секторіальній будові.
МОРФОЛОГІЯ КРИСТАЛІВ, (рос. морфология кристаллов, англ. morphology of crystals, нім. Morphologie f der Kristalle) — зовнішня форма кристалів.